# Cordillera Urubamba
La cordillera Urubamba es una alineación montañosa del Perú localizada en el departamento de Cuzco. Forma parte de la cordillera Oriental de los Andes y se sitúa en el margen derecho del río Urubamba. La cordillera se extiende en dirección oeste-este a lo largo de unos 75 km, con una cobertura de 41 km² de glaciares. Alcanza su máxima altitud en el Sahuasiray, con 5.818 m s. n. m., seguido del nevado Verónica con 5.682 m s. n. m.

## Ubicación geográfica

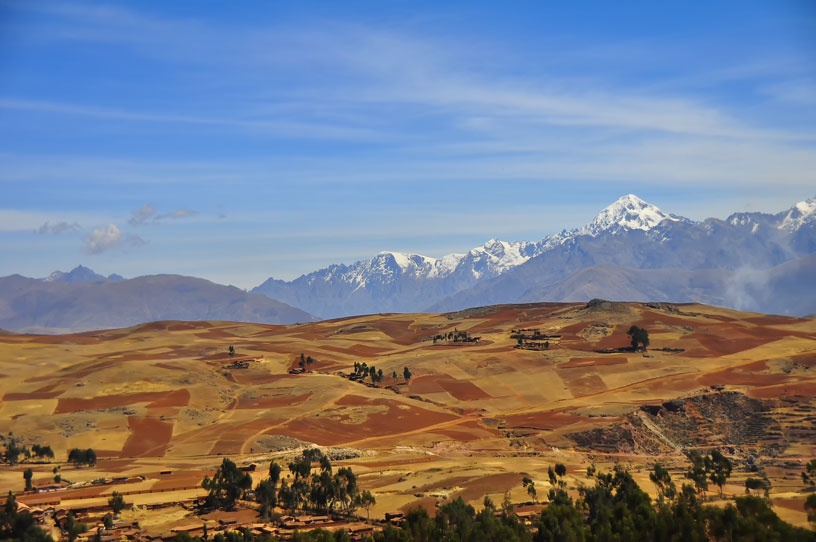
Valle Sagrado de los Incas, Perú.

Esta cordillera se sitúa sobre unos 40 kilómetros al noroeste de la ciudad del Cuzco, en el costado norte del Valle Sagrado de los Incas, entre los 13° 08′ y 13° 17′ de latitud sur y los 72° 26′ y 71° 52′ de longitud Oeste del meridiano de Greenwich, atravesando las provincias cusqueñas de Urubamba, Calca y La Convención. Se extiende con una disposición oeste-este por unos 75 kilómetros, excepto para el grupo aislado de Terijuay, ubicado veinte kilómetros al norte del ramal principal.

## Geología
El sector occidental de la cordillera Urubamba está compuesta por rocas devonianas con intrusiones graníticas, pero en algunas cimas se notan cuarcitas. En el sector oriental, sobre Calca, hay rocas volcánicas entre sedimentos paleozoicos. Las intrusiones graníticas en la zona aislada de Terijuay son frecuentes.

## Glaciares y lagunas
Cubierta por glaciares y nevados, la cordillera de Urubamba presenta una superficie glaciar de 41,48 km². De sus cimas bajan 90 glaciares en 3 grupos: Halancoma - Verónica hacia el oeste, Sahuasiray - Pitusiray en el este y Plateriyayoc - Terijuay hacia el norte. Las aguas de ellos alimentan los ríos Urubamba y Cochac por la parte meridional y a los ríos Yanatile y Lares por la zona septentrional. La cordillera está además salpicada por varias lagunas de naturaleza glaciar, como las de Juchuycocha, Aruraycocha y Yanacocha.

## Exploraciones históricas
Las montañas de esta cordillera fueron visitadas con frecuencia por exploradores interesados en conocer mesetas y quebradas. En 1955 los alemanes Martín Shliesler y Dolf Mayer exploraron el grupo Verónica, que se nota muy claramente desde los imponentes muros de Machu Picchu. También el explorador italiano Piero Ghiglione visitó esta cordillera buscando datos para su libro Los andes del Sur del Perú, que fue la futura guía que sirvió al país. Don Piero no solo publicó su extenso mapa del sur peruano, sino que comenzó a analizar el significado de los nombres quechuas para uniformarlos con los nombres italianos que habían puesto diversas expediciones. Esta labor de precisión, tan importante para otros puntos del Perú, se vio reforzada cuando H. Adams Carter, de la Universidad de Harvard, y John Ricker, de la Universidad Canadiense de Nanaino, cumplieron una labor similar por muchos años.

## Turismo
Desde la localidad de Maras se puede observar la majestuosidad de la Cordillera de Urubamba. Cerca se encuentran las poblados indígenas de Lares y Wacawasi, Cuncani, Qachin, Choquecancha, Quiswarani y otros. Estos pueblos andinos son descendientes de la época de la expansión Inca, están rodeadas por una geografía excepcional que hicieron de estos pueblos, raramente visitados hasta hace algunos pocos años. En la actualidad, los pobladores de estas villas y de aquellas dispersas en el camino son muy conocidos por el empleo de técnicas y costumbres ancestrales en los procesos de producción agrícola y de textiles hechos con lana de llama y alpaca y teñidos de manera natural utilizando plantas y minerales de la zona.

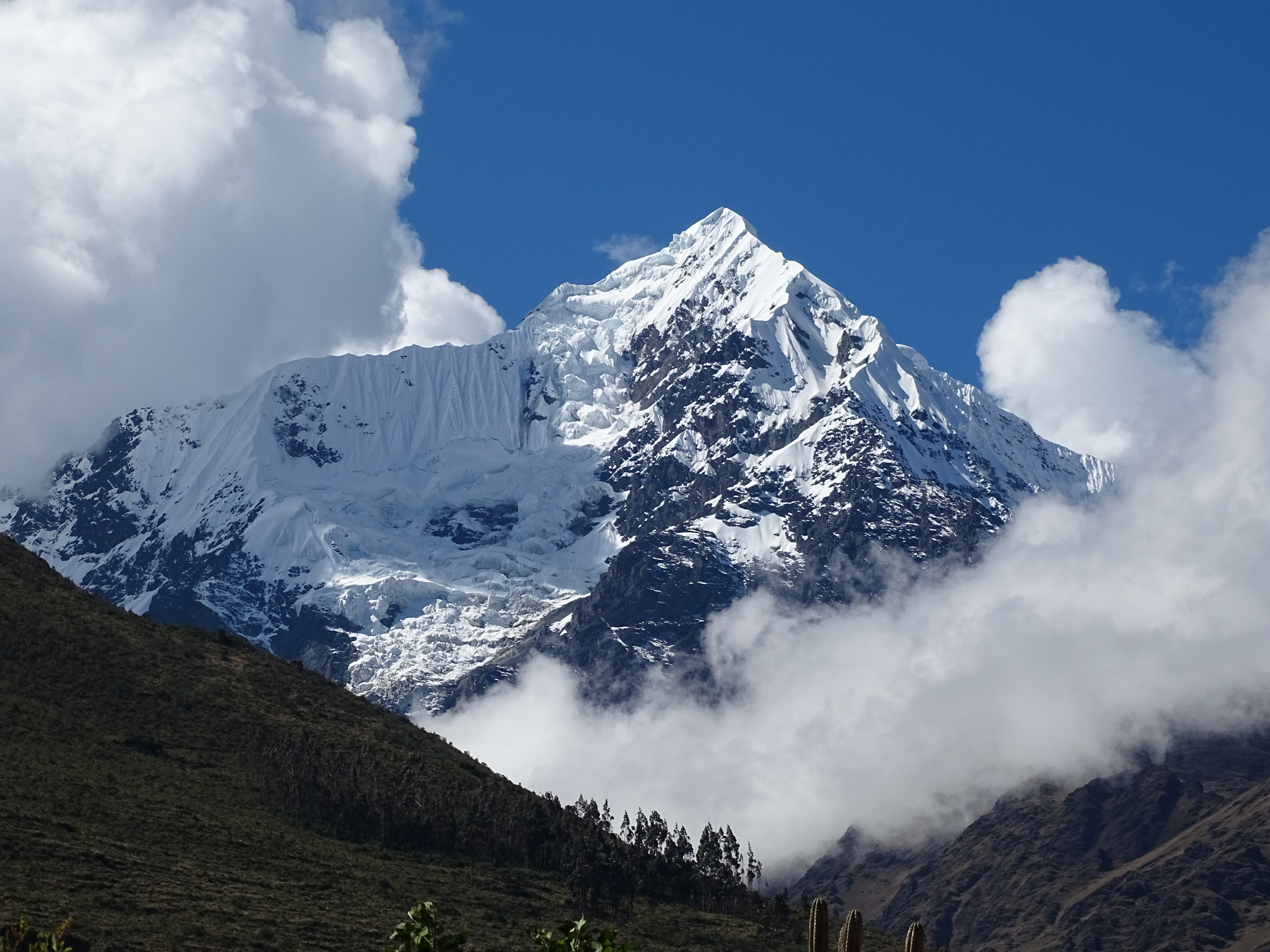
Nevado Verónica

El visitante de estos parajes puede conocer los diferentes grupos humanos y su forma de vida, su bello paisaje rodeado de majestuosas montañas, hermosas lagunas así como su flora y fauna propias del lugar.

## Cumbres más altas
Cubierta por cumbres de nieves, la cordillera de Urubamba alcanza su mayor altitud en el nevado de Sahuasiray, con 5.818 metros.
| Nombre       | Altitud (m s. n. m.) | Coordenadas                                  |
| ------------ | -------------------- | -------------------------------------------- |
| Sahuasiray   | 5.818                | 13°12′50″S 71°59′18″O / -13.21389, -71.98833 |
| Verónica     | 5.682                | 13°09′51″S 72°19′33″O / -13.16417, -72.32583 |
| Chicón       | 5.530                | 13°14′12″S 72°03′22″O / -13.23667, -72.05611 |
| Sirihuani    | 5.399                | 13°11′57″S 72°02′39″O / -13.19917, -72.04417 |
| Halancoma    | 5.367                | 13°11′04″S 72°15′09″O / -13.18444, -72.25250 |
| Huajahuillca | 5.361                | 13°09′52″S 72°22′12″O / -13.16444, -72.37000 |
| Marconi      | 5.350                | 13°09′31″S 72°21′05″O / -13.15861, -72.35139 |
| Terijuay     | 5.330                | 13°00′22″S 72°11′23″O / -13.00611, -72.18972 |
| Bonanta      | 5.319                | 13°10′21″S 72°24′04″O / -13.17250, -72.40111 |
| Pumahuanca   | 5.300                | 13°11′17″S 72°08′16″O / -13.18806, -72.13778 |
| Pitusiray    | 4.991                | 13°12′41″S 71°59′16″O / -13.21139, -71.98778 |